# Stephen Reichert

Wappen von Stephen Reichert

Stephen Joseph Reichert OFMCap (* 14. Mai 1943 in Leoville, Kansas, USA) ist ein US-amerikanischer Ordensgeistlicher und emeritierter römisch-katholischer Erzbischof von Madang.

## Leben
Stephen Reichert trat der Ordensgemeinschaft der Kapuziner bei, legte die Profess 1963 ab. Der Bischof von Salina, Cyril John Vogel, spendete ihm am 27. September 1969 die Priesterweihe.
Papst Johannes Paul II. ernannte ihn am 3. Februar 1995 zum Bischof von Mendi. Die Bischofsweihe spendete ihm sein Amtsvorgänger Firmin Martin Schmidt OFMCap am 7. Mai desselben Jahres; Mitkonsekratoren waren Erzbischof Ramiro Moliner Inglés, Apostolischer Nuntius in Papua-Neuguinea, und Michael Meier SVD, Erzbischof von Mount Hagen.
Am 30. November 2010 ernannte ihn Papst Benedikt XVI. zum Erzbischof von Madang. Die feierliche Amtseinführung (Inthronisation) fand am 2. Februar 2011 statt. Papst Franziskus nahm am 26. Juli 2019 seinen altersbedingten Rücktritt an.